# Amphisbaena innocens
Espèce
Amphisbaena innocens est une espèce d'amphisbènes de la famille des Amphisbaenidae.

## Répartition
Cette espèce est endémique d'Hispaniola. Elle se rencontre en Haïti et dans l'ouest de la République dominicaine.

## Publication originale
- Weinland, 1863 "1862" : Beschreibung und Abbildung von drei neuen Sauriern. (Embryopus Habichii und Amphisbaena innocens von Haiti, und Brachymeles Leuckarti von Neuholland.). Abhandlungen der Senckenbergischen Naturforschenden Gesellschaft (Frankfurt), vol. 4, p. 131-143.